# Încurcături la tot pasul
Încurcături la tot pasul (titlu original: A Fine Mess) este un film american de comedie din 1986 regizat de Blake Edwards. Rolurile principale au fost interpretate de actorii Ted Danson și Howie Mandel. A fost creat ca o refacere a scurtmetrajului din 1932 cu Stan și Bran Stan și Bran cu pianul (The Music Box) și urma să fie semi-improvizată în același stil ca și comedia anterioară a regizorului din 1968, Petrecerea, dar interferența studioului, avanpremierele slabe și reeditarea ulterioară au făcut ca filmul să devină o comedie cu un scenariu complet diferit, foarte puține idei originale pentru film rămânând intacte. Scriitorul/regizorul Blake Edwards a dat chiar și interviuri de televiziune în care a îndemnat publicul să evite filmul. A avut recenzii covârșitor de negative și a avut performanțe slabe la box office.

## Distribuție
- Ted Danson - Spence Holden
- Howie Mandel - Dennis Powell
- Richard Mulligan - Wayne 'Turnip' Parragella
- Stuart Margolin - Maurice 'Binky' Drundza
- María Conchita Alonso - Claudia Pazzo
- Jennifer Edwards - Ellen Frankenthaler
- Paul Sorvino - Tony Pazzo
- Rick Ducommun - Wardell Flecken
- Keye Luke - Ishimine
- Ed Herlihy - TV Reporter
- Walter Charles - Auctioneer
- Tawny Moyer - Leading Lady
- Emma Walton Hamilton - First Extra (ca - Emma Walton)
- Carrie Leigh - Second Extra
- Sharan Lea - Young Girl
- Dennis Franz - Phil
- Larry Storch - Leopold Klop